# Морохоровский сельсовет
Моро́хоровский сельсовет (белор. Марохараўскі сельсавет) — административная единица на территории Житковичского района Гомельской области Республики Беларусь. Административный центр — деревня Морохорово.

## История
Образован 16 июля 1954 года путём объединения упразднённых Белевского и Ляховичского сельсоветов. 26 марта 1987 года в состав сельсовета с административного подчинения Житковичского горсовета передана деревня Хистецкий Бор, из Дяковичского сельсовета — деревня Ветчинская Рудня, в состав Рудненского сельсовета переданы деревни Кели, Полянка и Ямица. 28 января 1991 года деревни Видошин, Ляховичи, Науть, Пласток, Пуховичи, Семенча и посёлок Червоное переданы в состав новообразованного Червоненского сельсовета. 26 сентября 2006 года в состав сельсовета возвращена деревня Науть.
11 января 2023 года Морохоровский и Дяковичский сельсоветы Житковичского района Гомельской области объединены в одну административно-территориальную единицу — Морохоровский сельсовет, с включением в его состав земельных участков Дяковичского сельсовета.

## Состав
Морохоровский сельсовет включает 14 населённых пунктов:
- Белёв — агрогородок
- Бринёво — деревня
- Буда — деревня
- Ветчин — деревня
- Ветчинская Рудня — деревня
- Дуброва — агрогородок
- Дяковичи — агрогородок
- Замошье — деревня
- Лутовье — деревня
- Морохорово — деревня
- Науть — деревня
- Постолы — деревня
- Старушки — посёлок
- Хвойка — деревня